# Товарная культура

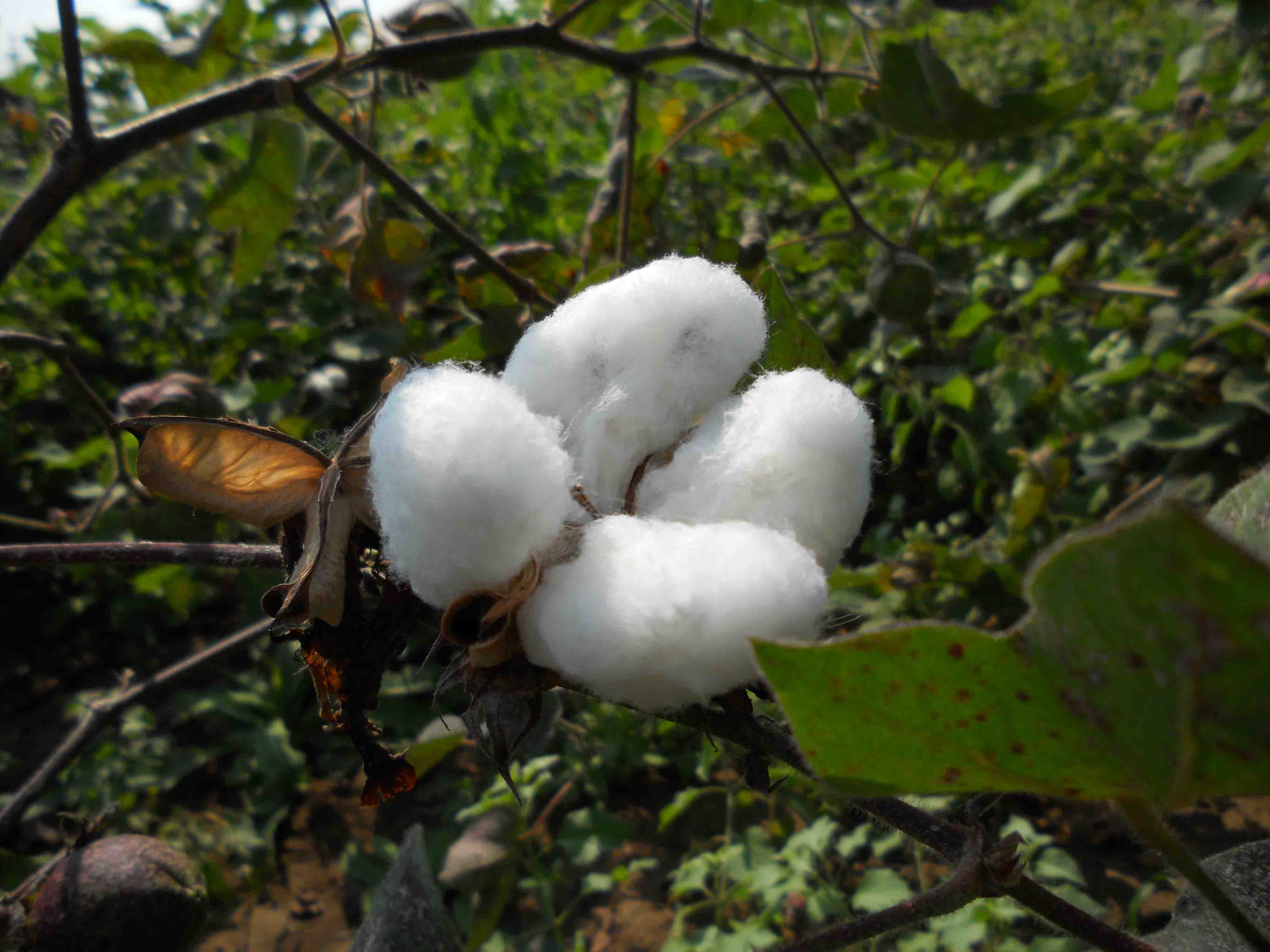
Коробочка хлопка. Хлопок — важная товарная культура, он обеспечивает существование более 100 миллионов семей по всему миру

Товарные или прибыльные культуры — это культурные растения, которые фермеры выращивают с целью продажи продукции на рынке для получения прибыли. Некоторые типичные примеры включают зерновые, масличные культуры, кофе, хлопок, какао, сахарный тростник и т. д.
В развивающихся странах для выращивания подобных культур используются значительные площади земель. Для стран, не обладающих запасами нефти или других минеральных ресурсов, товарные сельскохозяйственные культуры становятся основным источником валюты, необходимой для покупки оборудования, строительных материалов, товаров широкого потребления и даже продуктов питания.
Трансформация натуральной аграрной экономики в сторону более высокой сельскохозяйственной коммерциализации и большей зависимости от несельскохозяйственных доходов в целом рассматривается как часть процесса роста развивающихся экономик. Тем не менее, все еще ведутся дебаты о том, какое влияние эта трансформация может оказать на благосостояние и продовольственную безопасность сельского и фермерского населения. В частности, давно ведутся дебаты о роли дохода от товарных культур в доходе домохозяйств, благосостоянии и продовольственной безопасности.
Есть мнение, что эти культуры выращиваются на землях, которые могли бы быть использованы для производства продуктов питания для местного населения, что способствует мировой проблеме голода. Некоторые виды таких культур, например, арахис, могут приводить к ухудшению плодородия почвы, если после шести лет урожайности земля не будет оставлена под пар. Более того, если лучшие участки земли используются под товарные сельскохозяйственные культуры, то местные фермеры вынуждены заниматься производством продуктов питания на менее пригодных землях, что может иметь серьезные экологические последствия.